# Любимый без лица
«Любимый без лица» (вьет. Người tình không chân dung, англ. Faceless Lover) — фильм-драма режиссёра Хоанг Винь Лока, вышедший на экраны в Южном Вьетнаме в 1971 году. В некоторых странах фильм также известен под другим английским названием — «Warrior, who are you?».

## Сюжет
Девушка Ми Лан работает на радио Южного Вьетнама, где ведет передачу «Сердце солдата». Влюбленная в одного военнослужащего, она просит у полковника армии Южного Вьетнама направить её на фронт, чтобы отыскать своего возлюбленного. Несмотря на отказы военачальника, Ми Лан попадает на передовую с помощью других военнослужащих. Окунувшись в пучину боевых действий, где кровь и смерть постоянно присутствуют рядом, Ми Лан долгое время ведёт безрезультатные поиски любимого. Но однажды она получает известие, что он тяжело ранен и находится в тяжёлом состоянии. Бинты закрывают его лицо и тело почти полностью…

## В ролях
- Киеу Тинь[англ.] — Ми Лан
- Чан Куанг
- Ха Хюен Ти
- Tâm Phan

## Дополнительные факты
- В 1971 году «Любимый без лица» был назван лучшим фильмом года на женскую тему на 17-м фестивале азиатского кино на Тайване.
- В 2003 году фильм был восстановлен и показан на Международном вьетнамском кинофестивале в США.